# Lissvass
Lissvass är en sjö i Tierps kommun i Uppland och ingår i Forsmarksåns huvudavrinningsområde. Sjön är 1,2 meter djup, har en yta på 0,334 kvadratkilometer och befinner sig 27 meter över havet. Sjön avvattnas av vattendraget Forsmarksån (Nybroån). Vid provfiske har bland annat abborre, björkna, braxen och gers fångats i sjön.

## Delavrinningsområde
Lissvass ingår i det delavrinningsområde (669617-161370) som SMHI kallar för Inloppet i Åkerbysjön. Medelhöjden är 30 meter över havet och ytan är 4,57 kvadratkilometer. Räknas de 5 avrinningsområdena uppströms in blir den ackumulerade arean 106,98 kvadratkilometer. Avrinningsområdets utflöde Forsmarksån (Nybroån) mynnar i havet. Avrinningsområdet består mestadels av skog (53 procent) och sankmarker (36 procent). Avrinningsområdet har 0,33 kvadratkilometer vattenytor vilket ger det en sjöprocent på 7,3 procent.

## Fisk
Vid provfiske har följande fisk fångats i sjön:
- Abborre
- Björkna
- Braxen
- Gärs
- Gädda
- Mört
- Sarv
- Sutare